# MRPL49
MRPL49 (англ. Mitochondrial ribosomal protein L49) – білок, який кодується однойменним геном, розташованим у людей на 11-й хромосомі. Довжина поліпептидного ланцюга білка становить 166 амінокислот, а молекулярна маса — 19 198.
| 10         |  | 20         |  | 30         |  | 40         |  | 50         |
| ---------- |  | ---------- |  | ---------- |  | ---------- |  | ---------- |
| MAATMFRATL |  | RGWRTGVQRG |  | CGLRLLSQTQ |  | GPPDYPRFVE |  | SVDEYQFVER |
| LLPATRIPDP |  | PKHEHYPTPS |  | GWQPPRDPPP |  | NLPYFVRRSR |  | MHNIPVYKDI |
| THGNRQMTVI |  | RKVEGDIWAL |  | QKDVEDFLSP |  | LLGKTPVTQV |  | NEVTGTLRIK |
| GYFDQELKAW |  | LLEKGF     |  |            |  |            |  |            |

A: Аланін

C: Цистеїн

D: Аспарагінова кислота

E: Глутамінова кислота

F: Фенілаланін

G: Гліцин

H: Гістидин

I: Ізолейцин

K: Лізин

L: Лейцин

M: Метіонін

N: Аспарагін

P: Пролін

Q: Глутамін

R: Аргінін

S: Серин

T: Треонін

V: Валін

W: Триптофан

Кодований геном білок за функціями належить до рибонуклеопротеїнів, рибосомних білків. 
Локалізований у мітохондрії.